# NGC 3358
NGC 3358 ist eine linsenförmige Galaxie vom Hubble-Typ SB0/a im Sternbild Antlia am Südsternhimmel. Sie ist schätzungsweise 124 Millionen Lichtjahre von der Milchstraße entfernt und hat einen Durchmesser von etwa 120.000 Lj.

Im selben Himmelsareal befinden sich u. a. die Galaxien NGC 3333, NGC 3347 und NGC 3354.
Das Objekt wurde am 2. Februar 1835 von John Herschel entdeckt.